# Rogacina
Rogacina – figura heraldyczna w kształcie stylizowanego ostrza strzały. Przynajmniej część z tych przedstawień wywodzi się z własnościowych znaków kreskowych, czyli tamg. Dotyczy to zwłaszcza herbów szlachty polskiej pochodzenia tatarskiego oraz herbów własnych rodów szlacheckich o litewskich i ruskich korzeniach.
Przykłady użycia w herbach szlacheckich: Ajsicz, Alabis, Andronowski, Andrzejewski, Baranowicz, Bełza, Bereśniewicz, Białynia, Bianki, Biel, Biją w Łeb, Bogoria, Brzeżański, Bucella, Chalecki, Chodkiewicz, Drogosław, Jerlicz, Karnicki, Kościesza, Lis, Masalski Książę III, Niesobia, Nowosielecki, Odrowąż, Ogończyk, Ostroróg, Piotrowski, Piłsudski.

Herb Niesobia
Herb Lis - rogacina podwójnie przekrzyżowana
Ogończyk - rogacina zaćwieczona na połowie toczenicy
Herb Odrowąż - rogacina roztłuczona (rozdarta w wąs)
Herb Bogoria
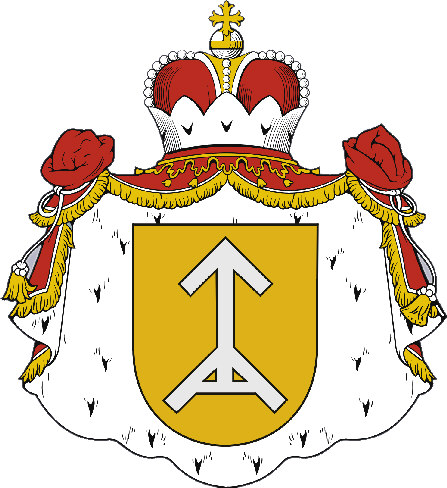
Herb własny kniaziów Piotrowskich
Herb własny książąt Ostrogskich
Herb Ostafiego Daszkiewicza

W heraldyce i weksylologii miejskiej oraz samorządowej rogacina jest najczęściej nawiązaniem do herbów dawnych właścicieli i fundatorów prywatnych miast i wsi. 
Przykłady użycia: herb gminy Baranów (powiat grodziski), herb Opoczna, herb Ozorkowa, herb gminy Pacyna, Flaga powiatu ropczycko-sędziszowskiego, herb powiatu szydłowieckiego, herb Sędziszowa Małopolskiego, herb Szydłowca, herb powiatu szydłowieckiego, herb gminy Trzyciąż. 

Herb Opoczna
Herb Sędziszowa Małopolskiego
Herb gminy Pacyna
Flaga powiatu ropczycko-sędziszowskiego

## Zobacz
- Brześć - herb miasta